# Union des démocrates « Pour la Lituanie »
L’Union des Démocrates « Pour la Lituanie » (en lituanien : Demokratų sąjunga „Vardan Lietuvos“, DSVL) est un parti politique lituanien écologiste de centre gauche. Depuis sa fondation en 2022, le parti est dirigé par l'ancien Premier ministre Saulius Skvernelis.

## Histoire
En septembre 2021, l'ancien Premier ministre Saulius Skvernelis annonce quitter le groupe de l'Union lituanienne agraire et des verts (LVŽS) au Parlement lituanien. Critiquant la politique de division menée par la LVŽS depuis qu'elle a rejoint l'opposition en 2020, Saulius Skvernelis souhaite représenter une opposition constructive au gouvernement. Il est suivi par 12 députés du Seimas, principalement issus de la LVŽS, et forme le groupe « Démocrates – Pour la Lituanie ».
En octobre 2021, le groupe révèle son intention de créer un nouveau parti politique de centre-gauche. Le 29 janvier 2022, le congrès fondateur de l'Union des Démocrates « Pour la Lituanie » (DSVL) se tient à Palanga et voit l'élection de Saulius Skvernelis à la tête du nouveau parti, par 622 voix sur 742.  Outre des anciens membres du LVŽS, des militants sociaux démocrates et conservateurs (LT ou TS-LKD) rejoignent le parti.
Les élections municipales de 2023 sont les premières élections auxquelles participe la DSVL. Le parti remporte environ 6,6 % des suffrages et 5 mairies (sur 60).
Aux élections européennes de 2024, la liste DSVL est menée par le commissaire européen à l'Environnement Virginijus Sinkevičius. Elle obtient 6 % des suffrages et un siège au Parlement européen, pour Virginijus Sinkevičius qui annonce son intention de quitter la Commission et de siéger au Parlement.
Lors des élections législatives de 2024, la DSVL arrive en 4e position et remporte 14 sièges. Des négociations sont alors ouvertes avec le Parti social-démocrate lituanien (arrivé en tête des élections) et la LVŽS (6e), malgré les relations difficiles entre la DSVL et la LVŽS. Le Parti social-démocrate et l'Union des démocrates s'allient finalement au parti de droite radicale Aube du Niémen, au sein du gouvernement Paluckas,.

## Idéologie
L'Union des Démocrates « Pour la Lituanie » se situe au centre gauche de l'échiquier politique,.
La lutte contre la pauvreté et les inégalités sociales figurent parmi les priorités du parti, au même titre que la lutte contre le réchauffement climatique. Sur les questions sociétales, le parti est modérément conservateur. En matière de politique étrangère, le parti est favorable à l'OTAN et à l'Union européenne.

## Résultats électoraux

### Élections législatives
| Année | Députés  | Votes   | %    | Rang | Gouvernement |
| ----- | -------- | ------- | ---- | ---- | ------------ |
| 2024  | 14 / 141 | 114 643 | 9,42 | 4e   | Paluckas     |

### Élections européennes
| Année | Députés | Votes  | %    | Rang | Groupe    |
| ----- | ------- | ------ | ---- | ---- | --------- |
| 2024  | 1 / 11  | 40 351 | 5,95 | 5e   | Verts/ALE |

### Élections municipales
| Année | Maires | Votes  | %    | Rang |
| ----- | ------ | ------ | ---- | ---- |
| 2023  | 5 / 60 | 78 037 | 6,68 | 5e   |